# Sharlotte Lucas
Sharlotte Lucas, née le 25 juillet 1991 à Hokitika est une coureuse cycliste néo-zélandaise, membre de l'équipe Tibco-Silicon Valley Bank.

## Biographie
Sharlotte Lucas commence le cyclisme en 2010.
En début d'année 2018, elle prend la deuxième place du championnat de Nouvelle-Zélande sur route puis s'illustre aux championnats d'Océanie. Médaillée de bronze en contre-la-montre, elle s'impose sur la course en ligne. D'abord non-sélectionnée pour les Jeux du Commonwealth en avril, elle fait appel de cette exclusion et obtient finalement sa sélection. Elle prend la quatrième place de la course sur route de ces Jeux. En fin de saison, elle est écartée de la sélection en équipe de Nouvelle-Zélande pour le championnat du monde sur route. Elle conteste à nouveau cette exclusion et obtient gain de cause. Elle décline cependant sa sélection, estimant ne pas être en mesure de payer sa participation aux frais dans les délais exigés,.
Elle est recrutée en 2019 par l'équipe professionnelle Tibco-Silicon Valley Bank.

## Palmarès

### Par année
| - 2013 - Le Race - 2014 - 2e de Le Race - 2015 - Le Race - 2e du championnat de Nouvelle-Zélande sur route - 2016 - 2e de Le Race - 3e du championnat de Nouvelle-Zélande du contre-la-montre - 2017 - Le Race - 4e du championnat d'Océanie du contre-la-montre - 8e du championnat d'Océanie sur route | - 2018 - Championne d'Océanie sur route - Médaillée de bronze du championnat d'Océanie du contre-la-montre - 2e du championnat de Nouvelle-Zélande sur route - 2e du Tour of America's Dairyland - 4e de la course sur route des Jeux du Commonwealth - 2019 - Championne d'Océanie sur route - 2021 - 2e de la Gravel and Tar La Femme - 2e de Le Race - 3e du championnat de Nouvelle-Zélande sur route - 2023 - 3e du championnat de Nouvelle-Zélande sur route - 3e du championnat de Nouvelle-Zélande du contre-la-montre - 2024 - 3e du championnat de Nouvelle-Zélande du critérium |

### Classements mondiaux
| Année                                 | 2015 | 2016 | 2017 | 2018 | 2019 | 2020 | 2021 | 2022 | 2023 | 2024 |
| ------------------------------------- | ---- | ---- | ---- | ---- | ---- | ---- | ---- | ---- | ---- | ---- |
| Classement UCI                        | 376e | 622e | 442e | 85e  | 119e | 413e | 211e | nc   | 382e | 226e |
| UCI World Tour                        |      | nc   | nc   | nc   | 175e | nc   | nc   | nc   | nc   | nc   |
|                                       |      |      |      |      |      |      |      |      |      |      |
| Légende : nc = non classéSource : UCI |      |      |      |      |      |      |      |      |      |      |